# Merciful Release
Merciful Release é uma gravadora fundada por Andrew Eldritch, vocalista da banda The Sisters of Mercy, de Leeds. Assim como afirma o próprio Eldritch, em uma entrevista inicial: "queria ouvir a mim mesmo no rádio". Assim, Eldritch e Gary Marx (Mark Pairman) gravaram o primeiro single, intitulado "Damage Done", com mil cópias prensadas. Este disco se transformou em item de colecionador. Aparentemente, obtiveram sucesso e foram tocados uma vez numa rádio do Reino Unido.
Ao longo da década de 1980, a banda lançou vários singles sob a marca Merciful Release, controlando o formato e as imagens dos registros. Usava como logo uma luva preta com arte montado centralmente uma cabeça e logo estrela na parte de trás das mangas. Em 1984, a banda tinha assinado um acordo de distribuição com registros da Warner Bros. (Elektra, nos Estados Unidos), enquanto mantém o controle da Merciful Release.